# New Cumberland (Pennsylvania)
New Cumberland è un comune (borough) degli Stati Uniti d'America, situato nello stato della Pennsylvania, nella contea di Cumberland.